# Cikloundekán
A cikloundekán a cikloalkánok közé tartozó szerves vegyület, képlete C11H22. A szénhidrogének közé tartozik, mivel csak szenet és hidrogént tartalmaz. Benne minden szénatom két egyszeres kötéssel kapcsolódik a két szomszédos szénatomhoz, és minden szénatomhoz két hidrogénatom kapcsolódik. Stabil vegyület, de meggyújtva elég.
Egyes változatainak, például a bicikloundekánnak felvetették elektromos áramkörökben történő alkalmazását.

## Fordítás
- Ez a szócikk részben vagy egészben  a   Cycloundecane című angol Wikipédia-szócikk ezen változatának fordításán alapul.  Az eredeti cikk szerkesztőit annak laptörténete sorolja fel. Ez a jelzés csupán a megfogalmazás eredetét és a szerzői jogokat jelzi, nem szolgál a cikkben szereplő információk forrásmegjelöléseként.